# María de Cazalla
María de Cazalla, död efter 1534, var en spansk nunna.
Hon var anhängare av den religiösa rörelsen Alombrados, lutherdom och Erasmus av Rotterdam lära. Hon har föreslagits vara en av Spaniens första inhemska protestanter. Hon var föremål för en lång kättarprocess inför spanska inkvisitionen 1525-1534, som så småningom avslutades med ett kyrkligt skamstraff och exil. 